# Erase Your Social
Erase Your Social è un singolo del rapper statunitense Lil Uzi Vert pubblicato il 31 luglio 2016. È contenuto nel mixtape del rapper pubblicato nel 2016, The Perfect LUV Tape.

## Tracce
Testi e musiche di Symere Woods, Donald Cannon, Lyle LeDuff.
1. Erase Your Social – 3:19

## Classifiche
| Classifica (2016)         | Posizione massima |
| ------------------------- | ----------------- |
| Stati Uniti               | 117               |
| Stati Uniti (R&B/Hip-Hop) | 50                |